# Großgeschaidt
Großgeschaidt (ostfränkisch Grousgschah oder kurz Gschah) ist ein Gemeindeteil des Marktes Heroldsberg im Landkreis Erlangen-Höchstadt (Mittelfranken, Bayern). Die Gemarkung Großgeschaidt hat eine Fläche von 2,333 km². Sie ist in 852 Flurstücke aufgeteilt, die eine durchschnittliche Flurstücksfläche von 2737,94 m² haben. In ihr liegt neben dem namensgebenden Ort der Gemeindeteil Johannisthal.

## Geographie

### Geographische Lage
Das Dorf im südlichen Vorland der Fränkischen Schweiz liegt ca. zehn Kilometer nordöstlich von Nürnberg und 13 km südöstlich von Erlangen auf einem Höhenrücken des Sebalder Reichswalds, auf und am Nordhang eines langgestreckten Höhenzuges des Schwarzen Jura (Lias), eines Teils des Fränkischen Schichtstufenlandes. Die Lage auf dem Höhenzug mit vielfältigen Aussichtspunkten in Richtung der Fränkischen Schweiz und des Schwabachtales ist bei Wanderern beliebt. Am Nordhang von Großgeschaidt sammeln sich neben der Quelle Gänsbrunnen einige kleinere Rinnsale zum Altbach, der sich mit dem von Röckenhof kommenden Kübelsbach zum Geroldsbach vereinigt. Dieser mündet nach ca. 3,5 Kilometern zwischen Kleinsendelbach und Steinbach in die Schwabach.
Entgegen der landläufigen Meinung bildet die Bundesstraße 2 nicht die Grenze zwischen Groß- und Kleingeschaidt. Einige Gebäude östlich der Bundesstraße 2 gehören zu Großgeschaidt, darunter die Rettungswache des BRK und die Firma Flad & Flad Communications GmbH.

### Nachbarorte
Nachbarorte und -gebiete sind (im Norden beginnend im Uhrzeigersinn): Der Gemeindeteil Oberschöllenbach von Eckental, der Gemeindeteil Kleingeschaidt, das gemeindefreie Gebiet Geschaidt und Kalchreuth.

## Geschichte
Die Geschichte des Ortes Großgeschaidt geht vermutlich bis in die Mitte des 11. Jahrhunderts zurück. Damals übernahm der deutsche Kaiser Heinrich III., Herzog von Bayern und Schwaben, vom Bamberger Bischof Hartwig ein Waldstück, das später nach der Nürnberger Hauptkirche Sankt Sebald „Sebalder Wald“ genannt wurde. In den darauf folgenden Jahren (1050–1100) wurden in dem zu dieser Zeit weitgehend unzugänglichen Urwald Rodungen durchgeführt, um das Land nutzbar zu machen. Im Zuge dieser Urbarmachung entstanden neben Großgeschaidt in der Umgebung unter anderem die Siedlungen Behringersdorf, Bruck, Kalchreuth, Eckenhaid, Beerbach und Neunhof. Großgeschaidt war Reichsgut und gehörte zusammen mit den anderen neu entstandenen Siedlungen und Weilern zum damaligen Reichsamt Heroldsberg. Dies belegt das sogenannte Nürnberger Reichsalbüchlein für die Zeit um 1300.
1302 wurde der wie Kleingeschaidt auf einem Bergrücken (und zwar auf dessen „Scheitel“) liegende Ort als „Gescheyth“ erstmals urkundlich erwähnt. Bestimmungswort des Ortsnamens ist gescheide (mittelhochdeutsch für „Grenze“). Der Ort lag also an einer natürlichen oder politischen Grenze. Als politische Grenze käme die Fraischgrenze zwischen den Ämtern Heroldsberg und Eschenau in Frage. Etwas abwegig, aber möglich, ist die Ableitung von Geschaide, das in der Fachsprache der Imker einen leeren Bienenbehälter bezeichnet. Demnach wäre also dort eine Bienenzucht anzunehmen. Die Deutung kann sich auf den Zeidler-Freiheitsbrief von 1350 des Kaiser Karl IV. stützen, durch den Waldbienenpflege im Sebalder Wald belegt ist.
Von 1295 bis 1299 war Großgeschaidt über seine Muttersiedlung Heroldsberg an den Nürnberger Bürger Johann Fürer verpfändet, dann von 1299 bis 1348 an die Grafen von Nassau, die in Nürnberg ebenfalls Besitztümer unterhielten. 1361 verkaufte Graf Johann von Nassau die gesamte Hofmark, wie das frühere Heroldsberger Reichsamt inzwischen genannt wurde, an den Burggrafen von Nürnberg, Albrecht den Schönen.
In der zweiten Hälfte des 14. Jahrhunderts gehörte Großgeschaidt zu den Gütern, die Burggraf Albrecht seiner Tochter Anna und deren Mann Herzog Swantibor III. von Pommern-Stettin vermachte. Diese veräußerten die gesamte Hofmark Heroldsberg im Jahre 1391 an Konrad und Heinrich Geuder aus einem der ältesten Patriziergeschlechter in Nürnberg. Die Geuder bauten Heroldsberg zu ihrem Stammsitz aus und nannten sich Geuder von Heroldsberg.
Großgeschaidt hatte ähnlich wie die umliegenden Gemeinden unter den Markgrafenkriegen zu leiden. Im Ersten Markgrafenkrieg wurden Heroldsberg und Eschenau 1449 durch Truppen des Markgrafen Albrecht Achilles von Ansbach-Bayreuth niedergebrannt, und da sie dabei durch Großgeschaidt ziehen mussten, ist anzunehmen, dass auch dieses Nürnberger Dorf dabei Schaden nahm. Im Zweiten Markgrafenkrieg rund hundert Jahre später traf es den Ort ebenfalls: Zwischen 1551 und 1553 wurde Großgeschaidt von den Truppen des Markgrafen Albrecht Alcibiades als Nürnberger Dorf komplett niedergebrannt.
Zur Zeit des Dreißigjährigen Krieges „hausten die Tillyschen Soldaten schlimm im Dorf“. 1625 und 1627 wurde die Nachbargemeinde Eschenau zweimal von kaiserlichen Reiterverbänden heimgesucht, die plünderten und requirierten, was zu bekommen war. Die gesamte Umgebung war von den Kriegswirren schwer betroffen. In Kalchreuth starben 70 % der Bevölkerung, in Eschenau kam die Hälfte der Bewohner ums Leben.
Rund 270 Jahre blieb Großgeschaidt ein Teil der geuderschen Besitzungen und ging im Jahre 1661 an die Patrizierfamilie der Welser über. Rund 135 Jahre später besetzten preußische Truppen den Ort. Großgeschaidt wurde zusammen mit den umliegenden Orten im Jahr 1796 „preußischer Besitz“. In den napoleonischen Kriegen wurde der Ort von den Franzosen besetzt und 1810 dem unter Napoleon neu geschaffenen Königreich Bayern einverleibt.
Im Rahmen des Gemeindeedikts wurde Großgeschaidt 1813 dem Steuerdistrikt Kalchreuth zugeordnet. 1818 entstand die Ruralgemeinde Großgeschaidt. Sie war in Verwaltung und Gerichtsbarkeit dem Landgericht Erlangen zugeordnet und in der Finanzverwaltung dem Rentamt Erlangen (1919 in Finanzamt Erlangen umbenannt). 1862 wurde auf dem Gemeindegebiet die Einöde Johannisthal gegründet. Ab 1862 gehörte Großgeschaidt zum Bezirksamt Erlangen (1939 in Landkreis Erlangen umbenannt), die Gerichtsbarkeit lag beim im gleichen Jahr gebildeten Stadt- und Landgericht Erlangen (1879 in das Amtsgericht Erlangen umgewandelt). Die Gemeinde hatte 1964 eine Gebietsfläche von 2,332 km².
Im Zweiten Weltkrieg war Großgeschaidt Teil einer Luftverteidigungsstellung für Nürnberg, die von Kalchreuth aus befehligt wurde. Zwischen dem 16. und 17. April 1945 erreichten amerikanische Truppen den Ort und die Kampfhandlungen des Zweiten Weltkrieges waren für die Umgebung zu Ende.
Am 1. Mai 1978 wurde Großgeschaidt im Zuge der Gebietsreform in Bayern nach Heroldsberg eingegliedert.

## Einwohnerentwicklung
Gemeinde Großgeschaidt
| Jahr      | 1818   | 1840   | 1852   | 1855   | 1861   | 1867   | 1871   | 1875   | 1880   | 1885   | 1890   | 1895   | 1900   | 1905   | 1910   | 1919   | 1925   | 1933   | 1939   | 1946   | 1950   | 1952   | 1961   | 1970   |
| Einwohner | 128    | 220    | 226    | 222    | 256    | 262    | 264    | 255    | 248    | 272    | 257    | 249    | 248    | 254    | 256    | 258    | 247    | 260    | 269    | 425    | 422    | 403    | 336    | 370    |
| Häuser    | 29     | 32     |        |        |        |        | 46     |        |        | 46     | 47     |        | 49     |        |        |        | 54     |        |        |        | 59     |        | 68     |        |
| Quelle    | [ 14 ] | [ 20 ] | [ 21 ] | [ 21 ] | [ 22 ] | [ 23 ] | [ 24 ] | [ 25 ] | [ 26 ] | [ 27 ] | [ 28 ] | [ 21 ] | [ 29 ] | [ 21 ] | [ 30 ] | [ 21 ] | [ 31 ] | [ 21 ] | [ 21 ] | [ 21 ] | [ 32 ] | [ 21 ] | [ 16 ] | [ 33 ] |

Ort Großgeschaidt
| Jahr      | 001818 | 001840 | 001861 | 001871 | 001885 | 001900 | 001925 | 001950 | 001961 | 001970 | 001987 | 002011 |
| Einwohner | 128    | 220    | 256    | 264    | 259    | 241    | 244    | 402    | 319    | 354    | 568    | 521    |
| Häuser    | 29     | 32     |        |        | 45     | 48     | 53     | 58     | 64     |        | 59     |        |
| Quelle    | [ 14 ] | [ 20 ] | [ 22 ] | [ 24 ] | [ 27 ] | [ 29 ] | [ 31 ] | [ 32 ] | [ 16 ] | [ 33 ] | [ 34 ] |        |

## Religion
Der Ort ist seit der Reformation evangelisch-lutherisch geprägt und nach St. Egidien (Beerbach) gepfarrt. Die Einwohner römisch-katholischer Konfession sind nach St. Walburga (Kirchröttenbach) gepfarrt.

## Öffentliche Einrichtungen
Großgeschaidt verfügt über einen eigenen Bahnhof und damit Anschluss an die Linie R21 Nürnberg-Nordost – Gräfenberg (Gräfenbergbahn). Die Gemeinde Heroldsberg betreibt einen Kindergarten im Gemeindeteil. Im Obergeschoss befindet sich ein Veranstaltungsraum, der von örtlichen und auswärtigen Vereinen und Privatpersonen genutzt wird. Des Weiteren betreibt die Freiwillige Feuerwehr ein Feuerwehrhaus mit Einsatzwagen und das Bayerische Rote Kreuz die Rettungswache Erlanger Oberland.
Seit September 2013 betreibt der Verein Gschaader Dorftreff e. V. in einem umgebauten Raum des Feuerwehrhauses einen Dorftreff, der als Begegnungsstätte der Ortsbewohner den Wegfall des letzten Wirtshauses kompensieren soll.

## Kultur und Sehenswürdigkeiten

### Vereine
Großgeschaidt verfügt über eine im Verhältnis zur Einwohnerzahl große Vielfalt an Vereinen. Neben dem Männergesangverein 1870 Groß- und Kleingeschaidt sind „Die Gemütlichkeit“, welche die Sonnwendfeier im Juni sowie den Faschingsball organisiert, die „Kirwaboum G’Gscha“, welche die Kirchweih am letzten Wochenende im Juni veranstalten, der Verband der Reservisten der Deutschen Bundeswehr RK Großgeschaidt und die örtliche Freiwillige Feuerwehr zu nennen.

### Baudenkmäler
Großgeschaidt hat eine Anzahl denkmalgeschützter Anwesen. Eine bebilderte Aufstellung dieser Gebäude gibt es in der Liste der Baudenkmäler in Heroldsberg#Großgeschaidt.

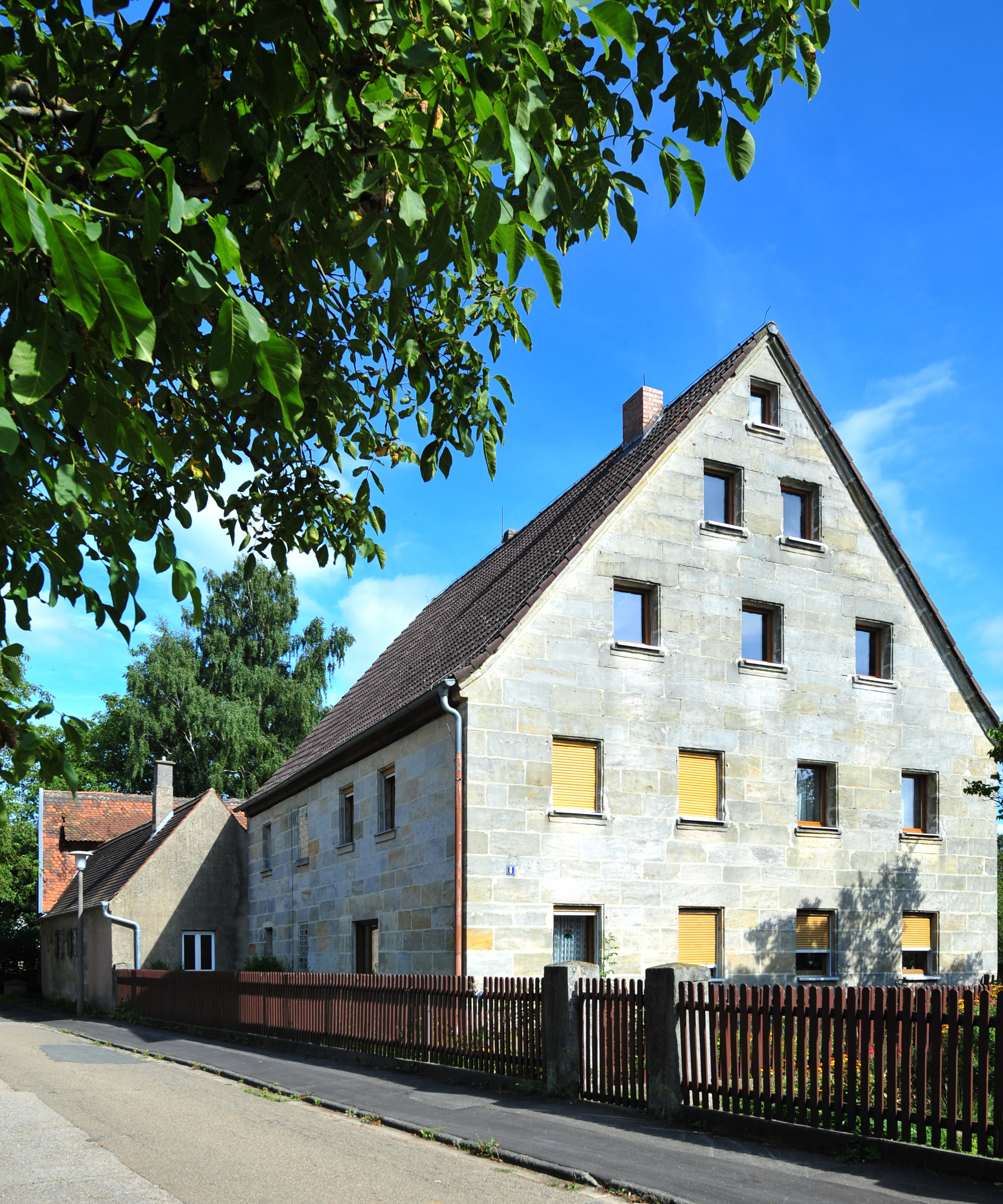
Sandsteinquaderbau, Mitte 19. Jahrhundert
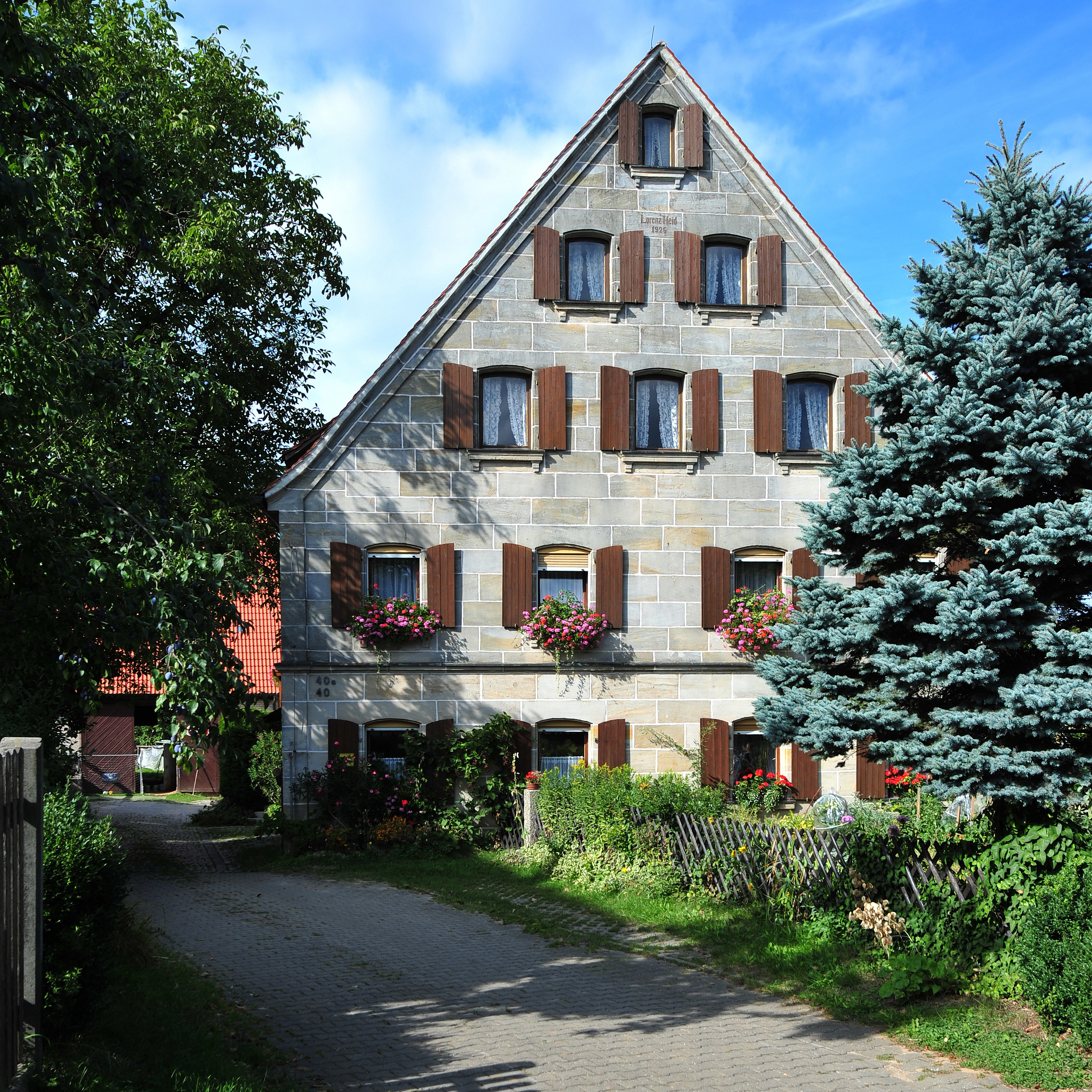
Sandsteinquaderbau, Mitte 19. Jahrhundert

### Regelmäßige Veranstaltungen

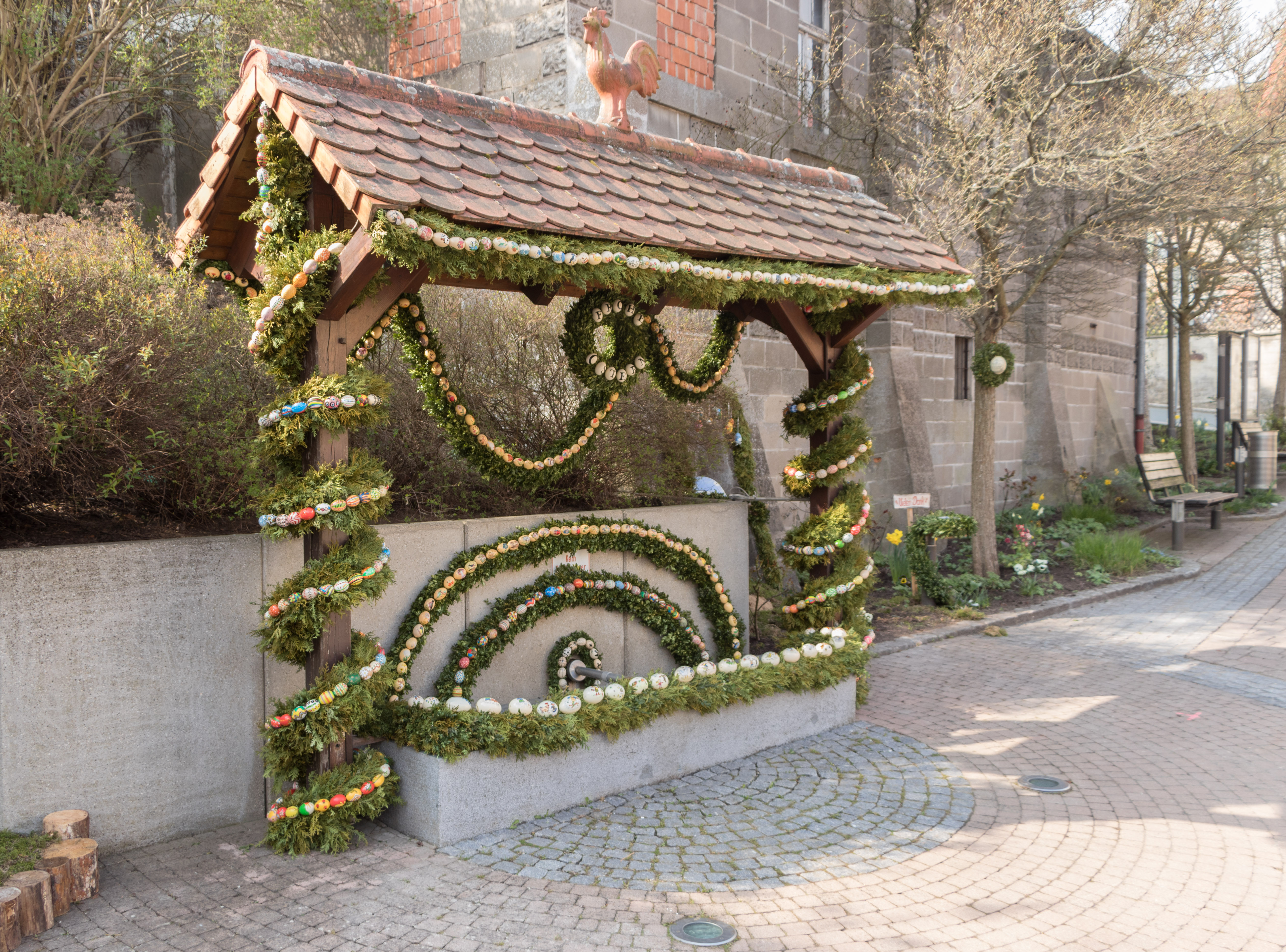
Osterbrunnen im Jahr 2019

Die Kirwa findet immer am Wochenende des ersten Julisonntags statt.
Zur Sommersonnenwende findet das traditionelle Sonnwendfeuer statt, das vom örtlichen Verein Gemütlichkeit organisiert wird.
Zur Faschingszeit findet ein Faschingsball statt, ein Kinderfasching am Faschingsdienstag.

## Wirtschaft und Infrastruktur

### Gewerbe
In Großgeschaidt sind über ein Dutzend gewerbliche Betriebe (Handwerk, Handel, Industrie und Dienstleistungen) tätig. Die meisten Unternehmen gehören zum Kleingewerbe. Der größte Arbeitgeber ist die Firma FLAD & FLAD Communication GmbH am östlichen Ortsrand.

### Verkehr
Großgeschaidt hat eine Haltestelle der eingleisigen Gräfenbergbahn (R21).
Die Bundesstraße 2 schneidet den Gemeindeteil am östlichen Rand. Damit sind die Autobahn A3 und der Flughafen Nürnberg in kurzer Zeit erreichbar. Die Kreisstraße ERH 10 führt, die B 2 kreuzend, ins benachbarte Kleingeschaidt (0,5 km südöstlich) bzw. nach Käswasser (1,75 km westlich). Die Kreisstraße ERH 8 führt nach Oberschöllenbach (1 km nordwestlich).